# Amenemheb
Amenemheb ókori egyiptomi hivatalnok volt, Théba polgármestere a XVIII. dinasztia idején, emellett királyi írnok, Ámon jószágfelügyelője, valamint Dzseszerkaré [=I. Amenhotep] nyugat-thébai templomának birtokigazgatója.
Amenemheb leginkább thébai sírjából ismert; a TTA8 sír egyik jelenetét Karl Richard Lepsius a 19. század közepén lemásolta, a hozzá tartozó feliratokkal együtt. Itt pár hozzátartozóját is megemlítik; apja neve Mahu volt, anyja Kanuro, felesége Tanofret. A sír elhelyezkedése felfedezése óta feledésbe merült, de Dirá Abu el-Nagában kell lennie. Amenemhebnek egy szobra is fennmaradt, ez ma Szentpéterváron, az Ermitázsban található (katalógusszám 740).

## Fordítás
- Ez a szócikk részben vagy egészben  az   Amenemhab című német Wikipédia-szócikk ezen változatának fordításán alapul.  Az eredeti cikk szerkesztőit annak laptörténete sorolja fel. Ez a jelzés csupán a megfogalmazás eredetét és a szerzői jogokat jelzi, nem szolgál a cikkben szereplő információk forrásmegjelöléseként.